# Leapmotor C11
Der Leapmotor C11 ist das erste SUV des chinesischen Automobilherstellers Leapmotor; dieser bildete im Oktober 2023 ein Joint Venture mit Stellantis.

## Modellgeschichte
Im April 2019 war auf der Shanghai Auto Show mit der Studie C-More ein Ausblick auf ein SUV des Herstellers gegeben worden. Das Serienfahrzeug wurde schließlich im November 2020 auf der Guangzhou Auto Show als Leapmotor C11 vorgestellt. Im darauffolgenden Monat kam es auf dem chinesischen Heimatmarkt in den Handel. Eine Version mit Reichweitenverlängerer (EREV) folgte im Februar 2023. Im August 2023 waren laut Hersteller etwa 10.000 von insgesamt 14.335 Einheiten des Herstellers Fahrzeuge der C11-Baureihe.
Eine überarbeitete Version des C11-Baureihe wurde im Juli 2025 vorgestellt.

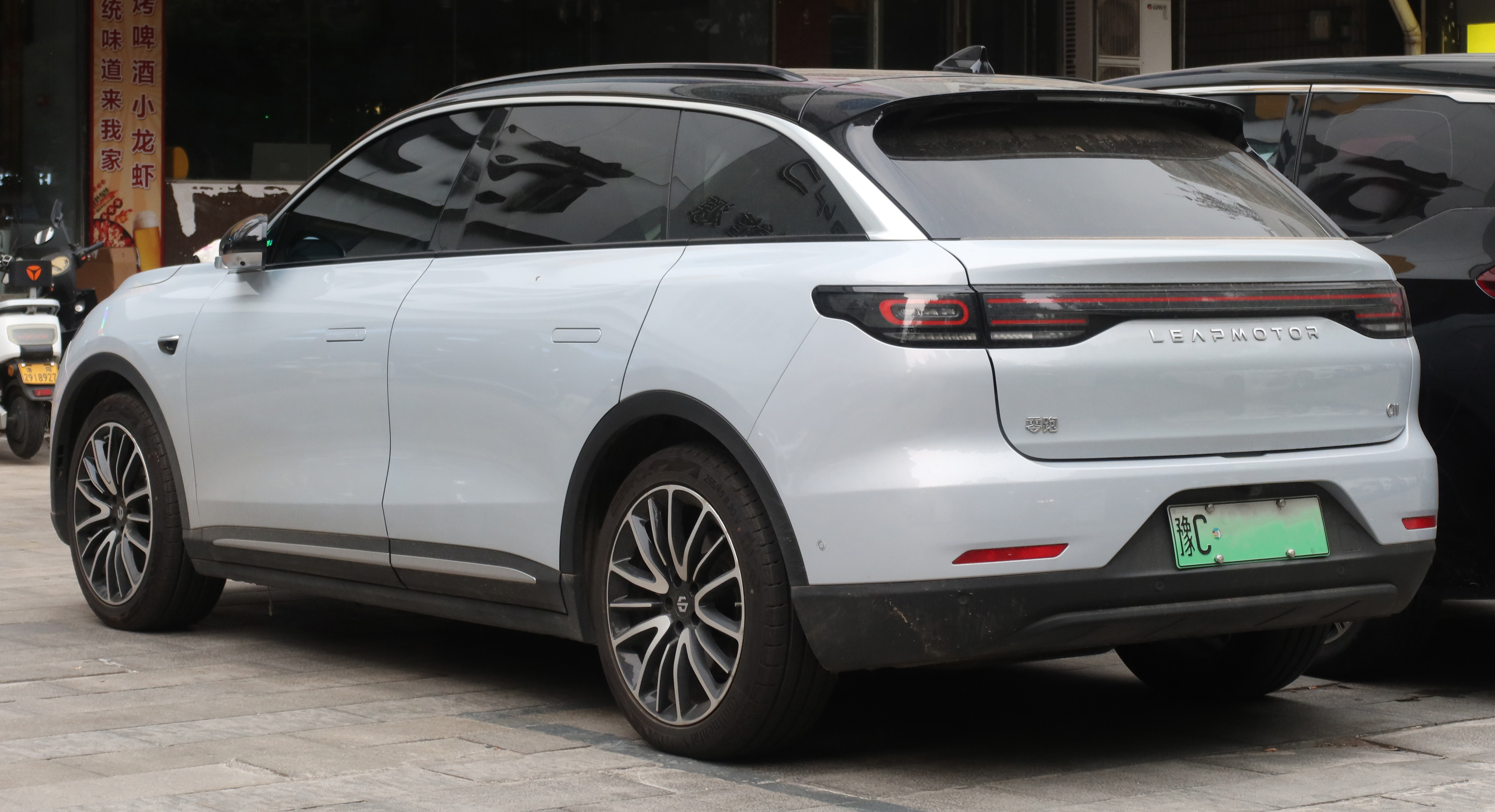
Heckansicht
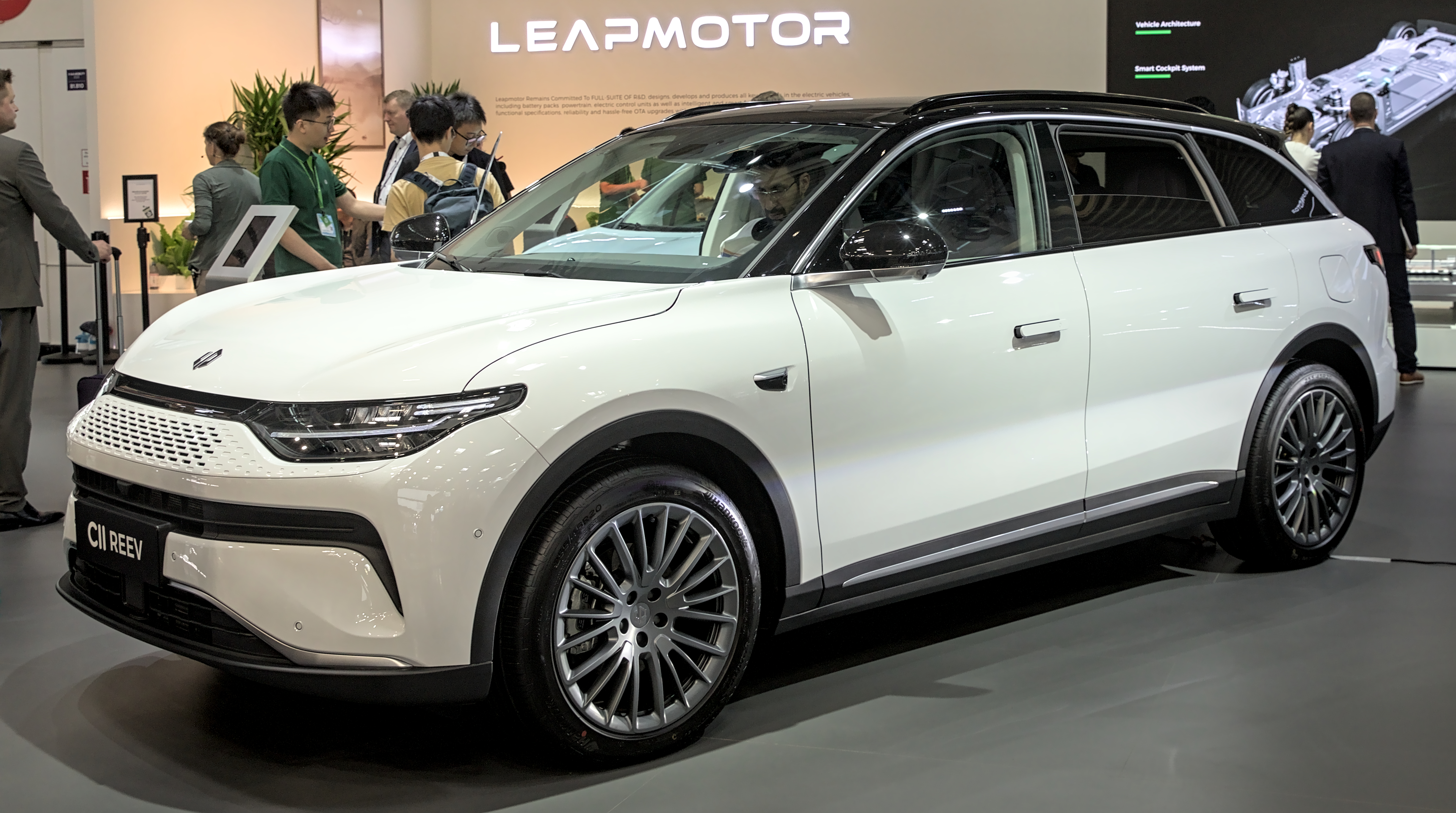
Leapmotor C11 EREV mit zusätzlichen Lufteinlässen in der Front (2023–2025)
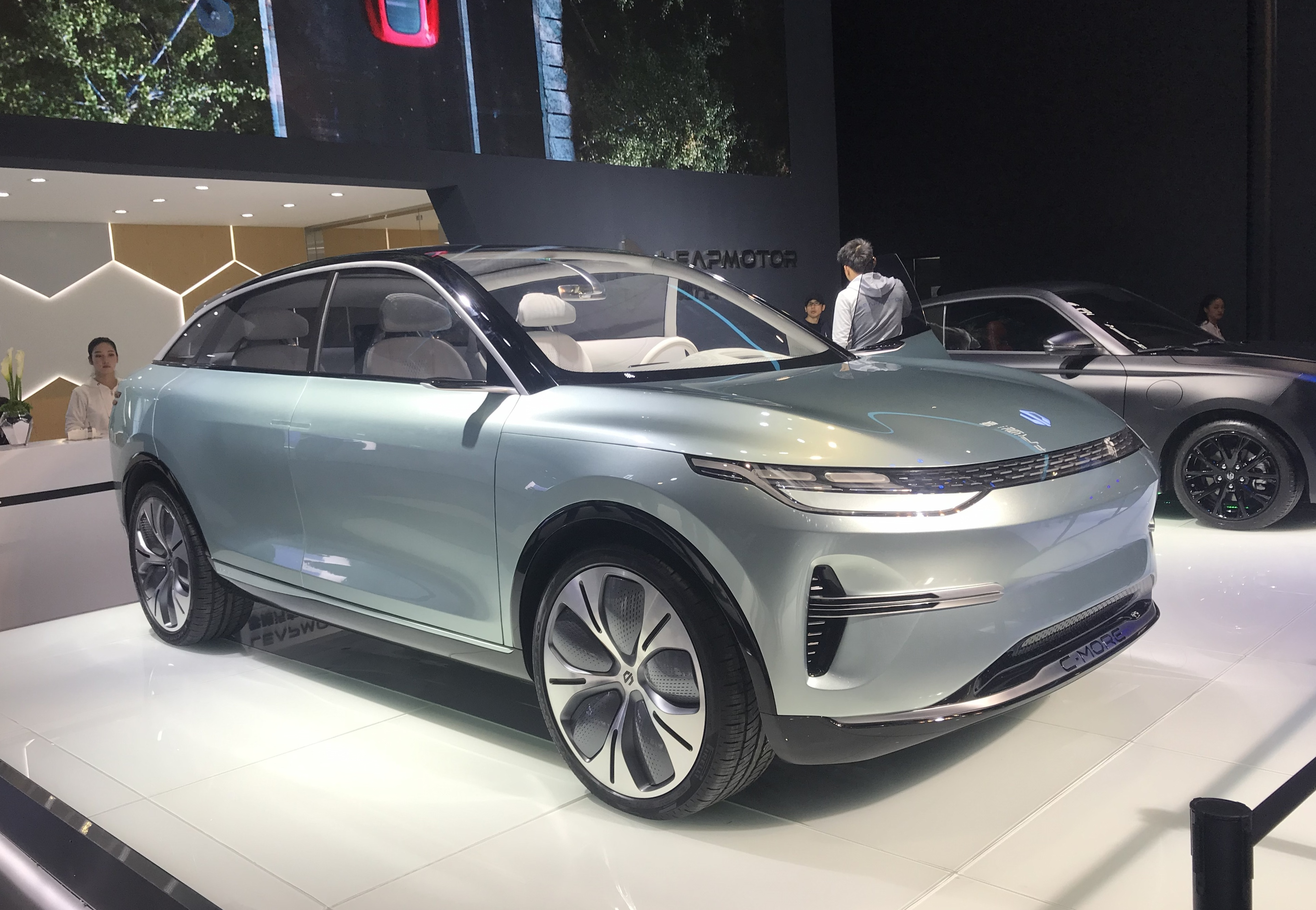
Konzeptfahrzeug C-More auf der Shanghai Auto Show 2019

## Technik
Der C11 basiert auf der Plattform Leap3.0. Die Leistung des Permanentmagnet-Synchronmotors beträgt 200 kW (272 PS), sein Drehmoment 360 Nm; es wird auf die Hinterräder übertragen. Auch eine Version mit Allradantrieb ist erhältlich. Diese Variante leistet 400 kW (544 PS) und soll aus dem Stand in weniger als vier Sekunden auf 100 km/h beschleunigen. Die kleinste Batterie der Elektroversion hat etwa 69 kWh, die stärkste 90 kWh Kapazität.
Die Plug-in-Hybrid-Versionen setzen auf Ottomotoren als Reichweitenverlängerer. Zunächst wurde hierfür ein Reihendreizylinder mit 1,2 Litern Hubraum verwendet. Dieser Motor leistet 96 kW (131 PS). Gut ein Jahr nach der Markteinführung dieser Version wurde der Ottomotor durch einen Reihenvierzylinder mit 1,5 Litern Hubraum und 70 kW (95 PS) ersetzt.
Die Versionen mit Hinterradantrieb haben alle eine Höchstgeschwindigkeit von 170 km/h. Die Allradversion erreicht maximal 200 km/h.
Die Radgröße beträgt 18 Zoll. Das Fahrwerk hat vorn eine Doppelquerlenker-, hinten eine Fünflenkerachse. Die Assistenzsysteme arbeiten mit 28 Sensoren, 5 Radaren, 11 Kameras und 12 Ultraschallsensoren.